# 質數間隙

质数间隙的频率分布。

質數間隙是指兩個相鄰質數間的差值。第n個質數間隙，標記為gn 或g(pn)，指第n個質數和第n+1個質數間的差值，即
{\displaystyle g_{n}=p_{n+1}-p_{n}.\ }
可知，g1 = 1、g2 = g3 = 2，以及g4 = 4。由質數間隙組成的數列(gn) 已被廣泛地研究，但仍有許多問題及猜想尚未獲得解答。
前30個質數間隙為：
1, 2, 2, 4, 2, 4, 2, 4, 6, 2, 6, 4, 2, 4, 6, 6, 2, 6, 4, 2, 6, 4, 6, 8, 4, 2, 4, 2, 4, 14  A001223.
由gn 的定義，可得gn 及第n+1個質數的關係式如下：
{\displaystyle p_{n+1}=2+\sum _{i=1}^{n}g_{i}} .
張益唐在2013年證明：存在有無限多對質數，其間隙小於七千萬；之後於同年十一月，詹姆斯·梅纳德用精進版的GPY篩法將間隙改進至600，而由陶哲轩发起的Polymath計畫將這數字降到246。

## 簡單觀察
第1個、最小，且唯一為奇數的質數間隙為1，是在「唯一一個偶質數2」與「第一個奇質數3」之間的質數間隙。剩下的其他質數間隙均為偶數。在3個相鄰的質數間的1對質數間隙均為質數，只有在質數3、5及7之間的g2 及g3 一種而已。
對任一質數P，可定義一質數乘積P#，為所有小於等於P的質數之乘積。若Q為P之後的質數，則數列
{\displaystyle P\#+2,P\#+3,\ldots ,P\#+(Q-1)}
為由相鄰的Q-2個合數組成的數列，亦即存在一個長度至少為Q-1的質數間隙。因此，質數間的間隙可以是任意大的，亦即對任一質數P，總存在一個整數n，使得gn ≥ P。（可選定n，使得pn為小於P# + 2 的最大質數）另外，依據《質數定理》，質數的密度會隨著數值增大而趨近於0，亦可知存在任意大的質數間隙。實際上，依《質數定理》，P# 的值約略為 exp(P)的大小，且於 exp(P)附近，相鄰質數的「平均」間隙為 P。
實際上，質數間隙為P 的數可能會遠小於P#。例如，由71個相鄰合數組成的最小數列介於31398至31468間，但71#有「27個數位」，其完整的十進位表示為 557940830126698960967415390。
孿生質數猜想主張存在無限多個整數n，使得 gn = 2。

## 數值結果
一般將{\textstyle {\frac {g_{n}}{\ln(p_{n})}}}給稱作{\displaystyle g_{n}}的努力值（merit）。非正式地，一個質數間隙{\displaystyle g_{n}}的努力值可視為一個質數間隙和{\displaystyle p_{n}}附近的平均間隙大小之間的比值。
目前最大的、和一個可能質數相關的間隙，其大小為16,045,848，和一個385,713位的可能質數有關，而其努力值{\displaystyle M=18.067}。這數由Andreas Höglund在2024年3月發現。而最大的和確認的質數相關的質數間隙，其大小為1,113,106，努力值為25.90，和一個18,662位的質數有關，發現者是P. Cami, M. Jansen和J. K. Andersen。
截至2022年9月為止，已知最大的及第一個超過40的努力值由Gapcoin網路所發現，其數值為41.93878373，和一個87位的質數有關，這個質數和下一個質數之間的間隙的大小為8350。
| 努力值    | {\displaystyle g_{n}} | 位數 | {\displaystyle p_{n}}         | 日期 | 發現者        |
| --------- | --------------------- | ---- | ----------------------------- | ---- | ------------- |
| 41.938784 | 08350                 | 0087 | 見上                          | 2017 | Gapcoin       |
| 39.620154 | 15900                 | 0175 | 3483347771 × 409#/0030 − 7016 | 2017 | Dana Jacobsen |
| 38.066960 | 18306                 | 0209 | 0650094367 × 491#/2310 − 8936 | 2017 | Dana Jacobsen |
| 38.047893 | 35308                 | 0404 | 0100054841 × 953#/0210 − 9670 | 2020 | Seth Troisi   |
| 37.824126 | 08382                 | 0097 | 0512950801 × 229#/5610 − 4138 | 2018 | Dana Jacobsen |

Cramér–Shanks–Granville比值指的是{\displaystyle g_{n}/(\ln {p_{n}})^{2}}這個比值。若不計2、3及7的異常高的值的話，那目這比值已知最大的數值是1693182318746371的0.9206386。其他已知的數值可見A111943。
若對於所有的{\displaystyle m<n}而言，都有{\displaystyle g_{m}<g_{n}}，則稱{\displaystyle g_{n}}是最大間隙。截至2024年10月，已知最大的最大間隙其值是1676，發現者為Brian Kehrig。這是第83個最大間隙，出現於20733746510561442863這質數之後。
其他已知的最大間隙可見於A005250，而與之相關的質數{\displaystyle p_{n}}可見於A002386，相關的n則可見於A005669。目前猜想，不大於第n個質數的最大間隙組成的數列大約有{\displaystyle 2\ln n} 項。
| #  | gn  | pn          |
| -- | --- | ----------- |
| 1  | 1   | 2           |
| 2  | 2   | 3           |
| 3  | 4   | 7           |
| 4  | 6   | 23          |
| 5  | 8   | 89          |
| 6  | 14  | 113         |
| 7  | 18  | 523         |
| 8  | 20  | 887         |
| 9  | 22  | 1,129       |
| 10 | 34  | 1,327       |
| 11 | 36  | 9,551       |
| 12 | 44  | 15,683      |
| 13 | 52  | 19,609      |
| 14 | 72  | 31,397      |
| 15 | 86  | 155,921     |
| 16 | 96  | 360,653     |
| 17 | 112 | 370,261     |
| 18 | 114 | 492,113     |
| 19 | 118 | 1,349,533   |
| 20 | 132 | 1,357,201   |
| 21 | 148 | 2,010,733   |
| 22 | 154 | 4,652,353   |
| 23 | 180 | 17,051,707  |
| 24 | 210 | 20,831,323  |
| 25 | 220 | 47,326,693  |
| 26 | 222 | 122,164,747 |
| 27 | 234 | 189,695,659 |
| 28 | 248 | 191,912,783 |

| #  | gn  | pn                 |
| -- | --- | ------------------ |
| 29 | 250 | 387,096,133        |
| 30 | 282 | 436,273,009        |
| 31 | 288 | 1,294,268,491      |
| 32 | 292 | 1,453,168,141      |
| 33 | 320 | 2,300,942,549      |
| 34 | 336 | 3,842,610,773      |
| 35 | 354 | 4,302,407,359      |
| 36 | 382 | 10,726,904,659     |
| 37 | 384 | 20,678,048,297     |
| 38 | 394 | 22,367,084,959     |
| 39 | 456 | 25,056,082,087     |
| 40 | 464 | 42,652,618,343     |
| 41 | 468 | 127,976,334,671    |
| 42 | 474 | 182,226,896,239    |
| 43 | 486 | 241,160,624,143    |
| 44 | 490 | 297,501,075,799    |
| 45 | 500 | 303,371,455,241    |
| 46 | 514 | 304,599,508,537    |
| 47 | 516 | 416,608,695,821    |
| 48 | 532 | 461,690,510,011    |
| 49 | 534 | 614,487,453,523    |
| 50 | 540 | 738,832,927,927    |
| 51 | 582 | 1,346,294,310,749  |
| 52 | 588 | 1,408,695,493,609  |
| 53 | 602 | 1,968,188,556,461  |
| 54 | 652 | 2,614,941,710,599  |
| 55 | 674 | 7,177,162,611,713  |
| 56 | 716 | 13,829,048,559,701 |

| #  | gn    | pn                         |
| -- | ----- | -------------------------- |
| 57 | 766   | 19,581,334,192,423         |
| 58 | 778   | 42,842,283,925,351         |
| 59 | 804   | 90,874,329,411,493         |
| 60 | 806   | 171,231,342,420,521        |
| 61 | 906   | 218,209,405,436,543        |
| 62 | 916   | 1,189,459,969,825,483      |
| 63 | 924   | 1,686,994,940,955,803      |
| 64 | 1,132 | 1,693,182,318,746,371      |
| 65 | 1,184 | 43,841,547,845,541,059     |
| 66 | 1,198 | 55,350,776,431,903,243     |
| 67 | 1,220 | 80,873,624,627,234,849     |
| 68 | 1,224 | 203,986,478,517,455,989    |
| 69 | 1,248 | 218,034,721,194,214,273    |
| 70 | 1,272 | 305,405,826,521,087,869    |
| 71 | 1,328 | 352,521,223,451,364,323    |
| 72 | 1,356 | 401,429,925,999,153,707    |
| 73 | 1,370 | 418,032,645,936,712,127    |
| 74 | 1,442 | 804,212,830,686,677,669    |
| 75 | 1,476 | 1,425,172,824,437,699,411  |
| 76 | 1,488 | 5,733,241,593,241,196,731  |
| 77 | 1,510 | 6,787,988,999,657,777,797  |
| 78 | 1,526 | 15,570,628,755,536,096,243 |
| 79 | 1,530 | 17,678,654,157,568,189,057 |
| 80 | 1,550 | 18,361,375,334,787,046,697 |
| 81 | 1,552 | 18,470,057,946,260,698,231 |
| 82 | 1,572 | 18,571,673,432,051,830,099 |
| 83 | 1,676 | 20,733,746,510,561,442,863 |

## 更多結果

### 上界
1852年得到證明的伯特蘭-切比雪夫定理顯示，在{\displaystyle k}跟{\displaystyle 2k}之間，總有一個質數，特別地，{\displaystyle p_{n+1}<2p_{n}}，因此{\displaystyle g_{n}<p_{n}}。
1896年得證的質數定理顯示說對足夠大的質數而言，一個質數{\displaystyle p}和下一個質數之間的間隙，會非病態地接近{\displaystyle \ln {p}}，也就是{\displaystyle p}的自然對數，而實際的質數間隙可能遠大或遠小於此；
然而我們可以從質數定理推出說質數間隙跟質數的比會變得任意小，如下式所示：
{\displaystyle \lim _{n\to \infty }{\frac {g_{n}}{p_{n}}}=0.}
以極限的定義來說，對於任意的{\displaystyle \epsilon >0}，存在一個數{\displaystyle N}，使得對於所有的{\displaystyle n>N}而言，有
{\displaystyle g_{n}<p_{n}\epsilon }
基多·何海賽爾在1930年首次證明了以下的非線性關係，他證明了說，存在一個常數{\displaystyle \theta <1}，使得下式成立：
{\displaystyle \pi (x+x^{\theta })-\pi (x)\sim {\frac {x^{\theta }}{\log(x)}}{\text{ as }}x\to \infty ,}
由此他證明了，對於足夠大的n，有以下關係：
{\displaystyle g_{n}<p_{n}^{\theta }}
何海賽爾證明說{\displaystyle \theta }小於等於32999/33000；之後海爾布龍將之給改進到249/250；而胡打科夫證明了說對於任意的{\displaystyle 0<\varepsilon }而言，{\displaystyle \theta ={\frac {3}{4}}+\varepsilon }。
一個主要的改進由英厄姆做出，他證明了說存在一個正的常數{\displaystyle c}，使得下式成立：
if {\displaystyle \zeta (1/2+it)=O(t^{c})} then {\displaystyle \pi (x+x^{\theta })-\pi (x)\sim {\frac {x^{\theta }}{\log(x)}}} for any {\displaystyle \theta >(1+4c)/(2+4c).}
此處，{\displaystyle O}代表大O符號，{\displaystyle \zeta }代表黎曼ζ函數，而{\displaystyle \pi }是質數計數函數。由於{\displaystyle {\frac {1}{6}}<c}是可行的數之故，因此可知{\displaystyle \theta }可以是任何大於{\displaystyle {\frac {5}{8}}}的數。
英厄姆結果的一個立即的推論是，在n足夠大時，在{\displaystyle n^{3}}及{\displaystyle (n+1)^{3}}之間總有一個質數；而從林德勒夫猜想可推出，英厄姆的公式對於任意正數{\displaystyle c}都成立；然而這兩者都不足以推出勒讓德猜想，也就是在{\displaystyle n^{2}}及{\displaystyle (n+1)^{2}}之間總有一個質數這猜想。要證明這點，像是克拉梅爾猜想等更強的結果會是必要的。
赫胥黎在1972年證明說，{\displaystyle \theta ={\frac {7}{12}}=0.583\cdots }是可能的。
貝克、哈曼和平茨在2001年正明說{\displaystyle \theta \cdots }可以縮小到0.525。
上述的結果適用於「所有的」間隙，而人們對「最小的」間隙也感興趣。孿生質數猜想說，有無限多的質數，其間隙為2。在2005年，Goldston、Pintz和Yildirim三氏證明了以下關係：
{\displaystyle \liminf _{n\to \infty }{\frac {g_{n}}{\log p_{n}}}=0}
兩年後他們又將之改進如下： to
{\displaystyle \liminf _{n\to \infty }{\frac {g_{n}}{{\sqrt {\log p_{n}}}(\log \log p_{n})^{2}}}<\infty .}
2013年，張益唐證明了以下關係：
{\displaystyle \liminf _{n\to \infty }g_{n}<7\cdot 10^{7},}
這表示說，有無限多的質數間隙，其大小不超過七千萬。之後Polymath計畫的集體努力，在2013年7月20日，將張益唐界限給降到了4680。
在2013年11月，詹姆斯·梅納德改進了GPY篩法，並以之將上界給降到600，並證明了說兩個彼此間隔{\displaystyle m}個質數的質數，其間隙有上限。也就是說，對於任意的正整數{\displaystyle m}，總存在一個界限{\displaystyle \Delta _{m}}，使得對於無窮多的n而言，{\displaystyle p_{n+m}-p_{n}\leq \Delta _{m}}。利用梅納德的想法，Polymath計畫將上界給降到了246，並證明了說在假定埃利奧特–哈爾伯斯坦猜想和其推廣的狀況下，分別可將上界給降到12和6。

### 下界
1931年，埃里克·韋斯欽蒂烏斯（Erik Westzynthius）證明質數間隙成長速度快過對數，也就是說，
{\displaystyle \limsup _{n\to \infty }{\frac {g_{n}}{\log p_{n}}}=\infty .}
羅伯特·亞歷山大·蘭金在1938年改進了韋斯欽蒂烏斯和艾狄胥·帕爾的結果，證明了說存在一個常數{\displaystyle c>0}，使得以下不等式對無限多個n成立：
{\displaystyle g_{n}>{\frac {c\ \log n\ \log \log n\ \log \log \log \log n}{(\log \log \log n)^{2}}}}
之後他又證明了說上式對任何的{\displaystyle c<e^{\gamma }}都成立，其中{\displaystyle \gamma }是歐拉-馬斯刻若尼常數。常數{\displaystyle c}的值在1997年改進至{\displaystyle c<2e^{\gamma }}。
艾狄胥·帕爾提供了10,000美元的獎金給任何能證明或否證上述的常數{\displaystyle c}可以任意大的人。這點在2014年由凱文·福特、本·格林、謝爾蓋·科尼亞金和陶哲軒四人組以及詹姆斯·梅納德分別獨立證出。
之後這結果被上述五人改進成對無限多個n而言，以下不等式成立：
{\displaystyle g_{n}>{\frac {c\ \log n\ \log \log n\ \log \log \log \log n}{\log \log \log n}}}
做為向艾狄胥原始獎金精神的致意，陶哲軒提供了10,000美元的獎金給任何能證明或否證上述的常數{\displaystyle c}可以任意大的人。
目前也已知關於質數鏈的下界。

## 關於質數間隙的猜想
如上所言，目前已知最好的關於質數間隙的結果是對於足夠大的n而言，{\displaystyle g_{n}<p_{n}^{0.525}}（因此諸如{\displaystyle 5-3>3^{0.525}}或{\displaystyle 29-23>23^{0.525}}這樣的情況是不考慮的）但目前觀察到的結果是，即使最大的間隙，也遠小於此，也因此生出了一系列未證明的猜想。
首先，有猜想認為，對於上述何海賽爾的結果，有{\displaystyle \theta =0.5}。
勒讓德猜想認為，在兩個完全平方數之間，都總有一個質數，而這意味著說，{\displaystyle g_{n}=O({\sqrt {p_{n}}})}；安德里卡猜想則指出說：
{\displaystyle g_{n}<2{\sqrt {p_{n}}}+1}
奥珀曼猜想意味著更強的結果，就是對於任意足夠大的n而言（或許對任何的{\displaystyle n>30}而言），總有以下關係：
{\displaystyle g_{n}<{\sqrt {p_{n}}}.}
上述的關係都未得證明，而哈拉爾德·克拉梅爾證明了說若黎曼猜想成立，那在用大O符號表述的狀況下，質數間隙{\displaystyle g_{n}}會滿足以下關係：
{\displaystyle g_{n}=O({\sqrt {p_{n}}}\log p_{n}),}
（實際上，如果允許任意大的指數的話，這結果只需要較弱的林德勒夫猜想）

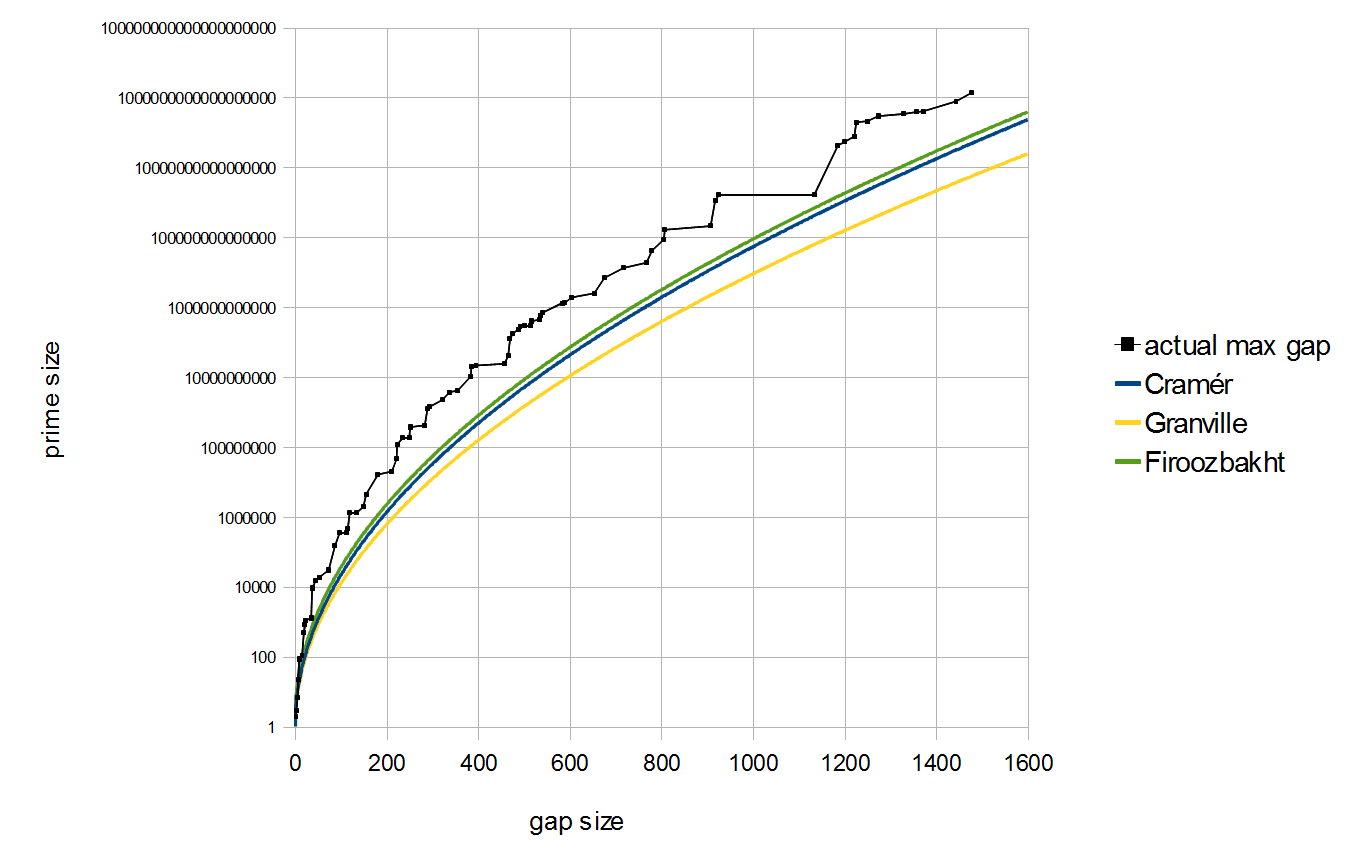
質數間隙函數

與此同時，克拉梅爾也猜想說質數間隙遠小於此，而他的猜想即是克拉梅爾猜想，克拉梅爾猜想表示說：
{\displaystyle g_{n}=O\!\left((\log p_{n})^{2}\right)\!,}
也就是說，其成長率是一個小於任何指數{\displaystyle \theta >0}的多對數函數。
克拉梅爾猜想符合觀察到的質數間隙，此外也有其他類似的猜想。菲魯茲巴赫特猜想稍強於此，菲魯茲巴赫特猜想認為，{\displaystyle p_{n}^{1/n}\!}是個對n的嚴格遞減函數，也就是說，對於任意的{\displaystyle n\geq 1}而言，有以下關係：
{\displaystyle p_{n+1}^{1/(n+1)}\!<p_{n}^{1/n}}
若這猜想成立，就表示說對於任意的{\displaystyle n>9}而言，有{\displaystyle g_{n}<(\log p_{n})^{2}-\log p_{n}-1}從該猜想可推出強克拉梅爾猜想，而這與安德鲁·格兰维尔、平茨·亚诺什等人的猜測不一致。他們的猜測認為，對於{\displaystyle \varepsilon >0,}而言，有無限多質數間隙，使得{\displaystyle g_{n}>{\frac {2-\varepsilon }{e^{\gamma }}}(\log p_{n})^{2}>(1.1229-\varepsilon )(\log p_{n})^{2}}，其中{\displaystyle \gamma }是歐拉-馬斯刻若尼常數。
波利尼亞克猜想表示說，對於任何的正偶數k，都總有無限多個質數間隙等於k。{{{1}}}的情況即孿生質數猜想。目前尚未對這猜想任何特定的k成立或不成立，但如上所言，由於張益唐以及隨後的改進，目前已知這猜想對至少一個{\displaystyle k\leq 246}成立。

## 作為數論函數
表示第n個質數及其之後的質數間隙的{\displaystyle g_{n}}是數論函數的一個例子，在將之視為數論函數的狀況下，一般都把質數間隙給記做{\displaystyle d_{n}}並稱之為質數差函數。這函數非積性函數，也非加性函數。

## 另見
- Bonse不等式
- Interprime
- Gaussian moat（英语：Gaussian moat）
- 孿生質數

- 孪生质数猜想

## 外部連結
- Thomas R. Nicely, Some Results of Computational Research in Prime Numbers -- Computational Number Theory. This reference web site includes a list of all first known occurrence prime gaps.
- 埃里克·韦斯坦因. . MathWorld.
- . PlanetMath.
- Armin Shams, Re-extending Chebyshev's theorem about Bertrand's conjecture （页面存档备份，存于）, does not involve an 'arbitrarily big' constant as some other reported results.
- Chris Caldwell, Gaps Between Primes （页面存档备份，存于）; an elementary introduction
- www.primegaps.com （页面存档备份，存于） A study of the gaps between consecutive prime numbers
- Andrew Granville, Primes in Intervals of Bounded Length （页面存档备份，存于）; overview of the results obtained so far up to and including James Maynard's work of November 2013.